# Accidentul de pe platforma petrolieră Deepwater Horizon
Accidentul de pe platforma petrolieră Deepwater Horizon se referă la exploziile catastrofale din ziua de 20 aprilie 2010, care au avut loc la platforma de foraj Deepwater Horizon a companiei British Petroleum, situată în Golful Mexic la aproximativ 65 de kilometri sud de coasta statului american Louisiana în zona câmpului petrolifer cunoscut ca Macondo Prospect.
Exploziile, care s-au produs după ce o parte din țițeiul erupt datorită forajului fundului maritim nu a mai putut fi captat, au ucis 11 lucrători, rănind grav 17 și alți 98 mai ușor. De asemenea, exploziile au cauzat distrugerea, arderea și apoi scufundarea platformei petroliere Deepwater Horizon, evenimente urmate de o erupție masivă a țițeiului prin gaura forată în apele Golfului Mexic din vecinătatea coastei nord-americane. Catastrofa petrolieră din Golful Mexic este considerată cea mai mare din întreaga istorie a Statelor Unite și, în același timp, cauzatoare a unui enorm dezastru ecologic. Zilnic sute și sute de tone (se vehiculează în mediile vestice chiar o valoare ce ar trece de 1.000 de tone pe zi) de petrol brut poluează apele golfului și coasta nord-americană, iar toate încercările companiei British Petroleum de a stopa erupția sau/și capta țițeiul au fost până acum nereușite. Doar o mică parte din petrolul erupt a putut fi captat. Se apreciază că un eventual succes nu poate fi obținut decât după alte săptămâni de încercări ale echipelor BP de intervenție. Dat fiind amploarea poluării și neputința echipelor echipelor "BP" de a obține progrese în stopare erupției țițeiului marin, însuși președintele american, Obama, a contactat conducerea concernului britanic ,solicitând prezentare de soluții clare în rezolvarea cazului. După aproape trei luni de neputință, după  mici intermediare, dar prea neîndestulătoare succese, în sfârșit pe 15/16 iulie 2010, British Petroleum anunță astuparea găurii marine eruptive a Deepwater Horizon-ului. A fost reușită fixarea pe gura erupătoare de țiței, a unei pâlnii captante prevăzută cu ventile închizabile, astfel că după cum a relatat „BP”, pentru moment, scurgerea de petrol în apele Golfului Mexican a fost stopată. Totuși, rămâne de văzut dacă "dopul" astupător va rezista presiunii mari existente în zăcământul de petrol submarin, care ar putea crea alte fisuri de-a lungul "tubului" de foraj lung de aprox. 4km, sau găuri eruptive la (pe lângă) cepul gurii de foraj defecte. Între timp, apar în mass-mediile europene date privind împrejurările în care, pe Deepwater Horizon în noaptea de 20 aprilie a avut loc catastrofica explozie. Astfel la 24 iulie a apărut știrea¹ (provenită de la un tehnician), că sistemul de alarmă de necesitate ar fi fost intenționat seara dezactivat (cel puțin parțial), astfel că apariția maselor de gaze inflamabile de metan, ce a precedat explozia, a rămas nesemnalată. Motivul dezactivării alarmei ar fi fost, împiedicarea trezirii "nejustificate" a echipei platformei în timpul nopții, printr-o greșită (nereal pericol) alarmă. 